# Anaphes pullicrurus
Anaphes pullicrurus is een vliesvleugelig insect uit de familie Mymaridae. De wetenschappelijke naam is voor het eerst geldig gepubliceerd in 1910 door Girault.